# Subaru B11S
Subaru B11S — концепт-кар японской компании Subaru, представленный в 2003 году на Женевском автосалоне.

## Описание
Название «B11S» состоит из обозначений B (Boxer — обозначение оппозитного двигателя), 11 (обозначение премиум-класса) и S (Sportive — обозначение спорткара). B11S — четырёхдверное купе с задними дверями, открывающимися назад, как у Mazda RX-8 и Saturn Ion.

Дизайн B11S был разработан под руководством Киёси Сугимото при поддержке Кёджи Такенаки. Сугимото ранее разработал дизайн Subaru Legacy первого поколения, прежде чем возглавить отдел дизайна Subaru. Компания Fuore Design International во главе с Эрвином Лео Химмелем была привлечена в качестве консультанта по дизайну. 

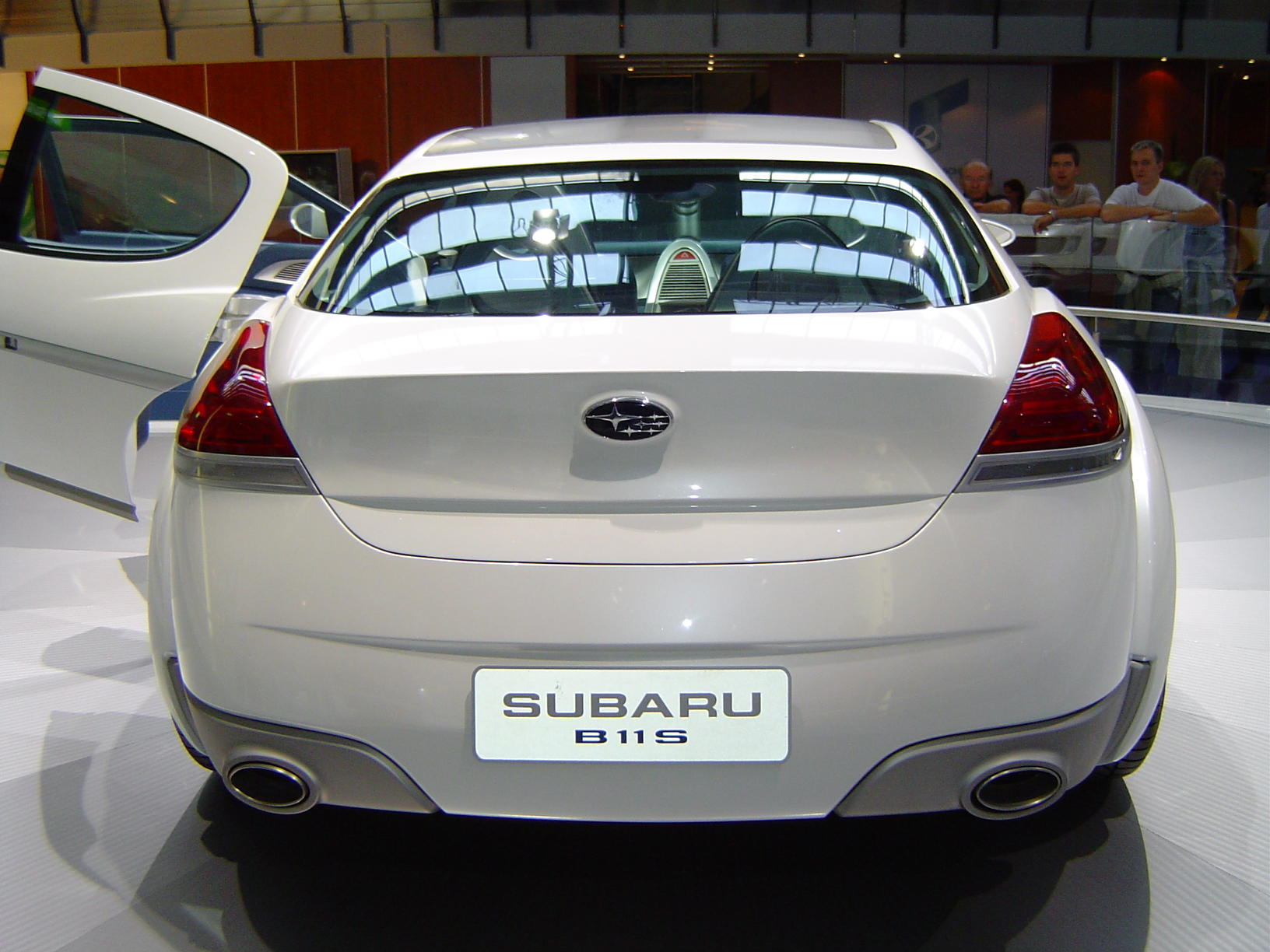
Вид сзади
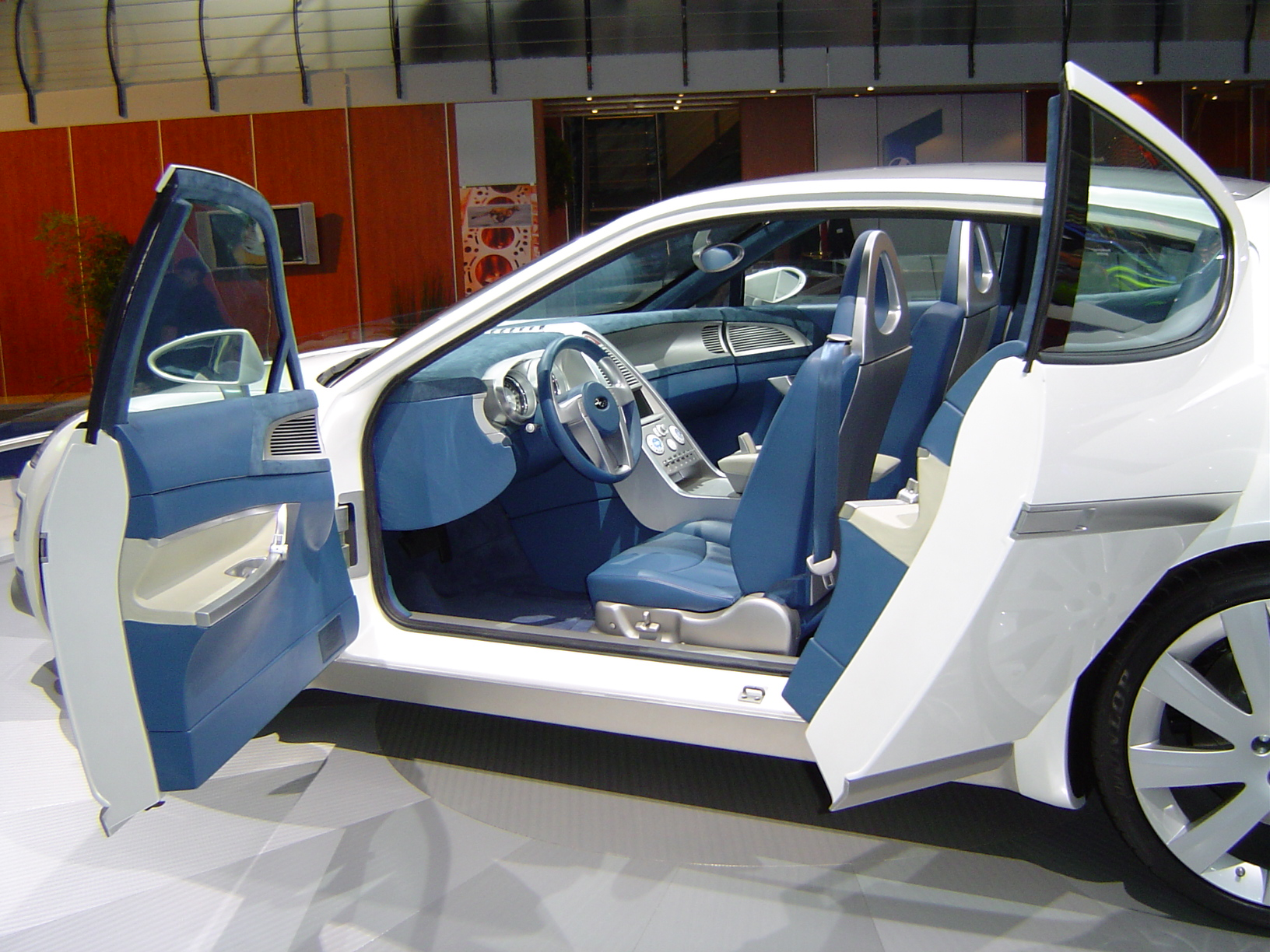
Интерьер

## Технические характеристики
Subaru B11S оснащён шестицилиндровым оппозитным двигателем EZ30 мощностью 294 кВт (394 л. с.) при 6400 об/мин и крутящим моментом 550 Н·м при 3600—4800 об/мин. Коробка передач — шестиступенчатая автоматическая, с системой «Variable Torque Distribution», при которой распределение крутящего момента между передней и задней осями осуществляется с помощью центрального дифференциала и сцепления с электронным управлением. При нормальных условиях движения крутящий момент распределяется следующим образом: 35% на переднюю ось и 65% на заднюю.